# Euxoa tristicula
Euxoa tristicula là một loài bướm đêm trong họ Noctuidae.